# Maksim Iglinskij
Maksim Iglinskij (russisk Максим Иглинский; født 18. april 1981 i Astana) er en kasakhisk professionel landevejsrytter, som kører for det kasakhiske ProTour-hold XDS Astana Team.
Maksim Iglinskij er tidligere kasakhisk mester i enkeltstart og har en etapesejr i Dauphiné Libéré.  